# Ehud Kalai
Pour les articles homonymes, voir Kalai (homonymie).
Ehud Kalai est un éminent théoricien des jeux, mathématicien et économiste américain connu pour ses contributions dans le domaine de la théorie des jeux et de son interface avec les sciences économiques, le choix social (en), l'informatique et la recherche opérationnelle. Il est titulaire de la chaire James J. O'Connor, Professeur Distingué de Decision and Game Sciences à l'Université Northwestern, où il enseigne depuis 1975.

## Biographie
Né en Palestine sous Mandat britannique, le 7 décembre 1942, Kalai déménage aux États-Unis en 1963. Il a reçu son AB en mathématiques de l'Université de Californie à Berkeley (1967) puis sa Maîtrise (1971) et son Doctorat (1972) en statistiques et en mathématiques de l'Université Cornell, avec une thèse intitulée Cooperative Non-Sidepayment Games: Extensions of Sidepayment Game Solutions, Metrics, and Representative Functions sous la direction de William Lucas. Après avoir servi comme assistant professeur de statistiques à l'Université de Tel Aviv (1972-75), il a été embauché par l'Université Northwestern pour établir un groupe de recherche de théorie des jeux. Il est le fondateur et le directeur du Kellogg Center of Game Theory and Economic Behavior et le directeur exécutif de la série de conférences en mémoire de Nancy L. Schwartz.
Ehud Kalai est le fondateur et éditeur de Games and Economic Behavior, la revue de premier plan en théorie des jeux. Avec Robert J. Aumann, Kalai a fondé la Game Theory Society, qu'il a présidée de 2003 à 2006. Il est membre de l'Académie américaine des arts et des sciences, de la Société d'économétrie. Il a reçu un Doctorat Honorifique (Doctorat Honoris Causa par l'Université de Paris Dauphine (2010), occupe le poste Sherman Fairchild Distinguished Scholar à l'Institut de Technologie de Californie (1993), et a été nommé Professeur de Recherche, titulaire de la chaire Oskar Morgenstern à l'Université de New York (1991).
La Société de théorie des jeux a institué en 2008 le Prix Kalai en son honneur.

## Sélection de contributions
Dans la théorie des jeux coopératifs, la solution Kalai-Smorodinsky rouvre l'étude de la négociation, en montrant que la solution de Nash (en), longtemps incontestée, n'est pas unique. Plus tard, il axiomatise la « solution égalitaire » aux problèmes de négociation et, avec Dov Samet, formule son extension (NTU) aux jeux coopératifs dans leur généralité, l'unifiant avec la Valeur de Shapley (TU).
Dans la théorie des jeux non coopératifs, le modèle de Kalai et Lehrer d'un apprentissage rationnel a montré que des joueurs rationnels ayant des croyances compatibles avec la vérité finissent par apprendre à jouer les équilibres de Nash des jeux répétés. En particulier, dans les équilibres bayésiens de jeux répétés, toute information privée devient finalement une connaissance commune. Le travail de Kalai sur les grands jeux (large games) a montré que les équilibres de jeux bayésiens avec de nombreux joueurs sont structurellement robustes, donc les grands jeux échappent aux pièges majeurs de la modélisation en théorie des jeux.
Kalai est également connu pour ses recherches collaboratives sur les jeux de flux (flow games) et les jeux totalement équilibrés, sur la complexité stratégique et ses implications dans l'économie et les systèmes politiques; sur l'arbitrage, la délégation stratégique et les engagements ; sur les extensions du théorème d'impossibilité d'Arrow en choix social ; sur la vitesse d'avancée dans les files d'attente ; et sur la polarisation stratégique rationnelle dans la prise de décision de groupe.

## Sélection de publications

### En théorie des jeux coopératifs
- « Other Solutions to Nash's Bargaining Problems », Econometrica, 1975 (avec M. Smorodinsky)
- « Proportional Solutions to Bargaining Situations:  Interpersonal Utility Comparisons », Econometrica, 1977
- « Monotonic Solutions to General Cooperative Games », Econometrica, 1985 (avec D. Samet)

### En théorie des jeux non coopératifs
- « Finite Rationality and Interpersonal Complexity in Repeated Games », Econometrica, 1988 (avec W. Stanford)
- « Rational Learning Leads to Nash Equilibrium », Econometrica, 1993 (avec E. Lehrer)
- « Large Robust Games », Econometrica, 2004

### En probabilités et apprentissage
- « Bayesian Representations of Stochastic Processes Under Learning: deFinetti Revisited », Econometrica, 1999 (avec M. Jackson et R. Smorodinsky)

### En économie
- « The Kinked Demand Curve, Facilitating Practices, and Oligopolistic Coordination », 1986 nord-ouest de DP (avec M. Satterthwaite; publié par Kluwer, 1996))
- « Observable Contracts:  Strategic Delegation and Cooperation », International economic Review, 1991 (avec C. Fershtman et K. Judd)
- « Complexity Considerations in Market Behavior », RAND Journal of Economics, 1993 (avec C. Fershtman)

### Choix Social
- « Aggregation Procedure for Cardinal Preferences:  A Formulation and Proof of Samuelson's Impossibility Conjecture », Econometrica, 1977 (avec D. Schmeidler)
- « Characterization of Domains Admitting Non-Dictatorial Social Welfare Functions and Non-Manipulable Voting Procedures », Journal of Economic Theory, 1977 (avec E. Muller)
- « Path Independent Choices », Econometrica, 1980 (avec N. Megiddo)

### En recherche opérationnelle / Sciences informatiques
- « Totally Balanced Games and Games of Flow », Mathematics of Operations Research, 1982 (avec E. Zemel)
- « Optimal Service Speeds in a Competitive Environment », Management Science, 1992 (avec M. Kamien et M. Rubinovitch)
- « Partially-Specified Large Games », lecture Notes in Computer Science, 2005

### Psychologie mathématique
- « Strategic Polarization », Journal of Mathematical Psychology, 2001 (avec A. Kalai)